# 5825 Rakuyou
Az 5825 Rakuyou (ideiglenes jelöléssel 1990 BR1) a Naprendszer kisbolygóövében található aszteroida. Atsushi Sugie fedezte fel 1990. január 21-én.